# Leiva (chanteur)
 (juillet 2019).
Pour les articles homonymes, voir Leiva.
Leiva, né le 28 avril 1980 à Madrid, est un auteur-compositeur-interprète et musicien espagnol.

## Biographie
Leiva a commencé sa carrière musicale avec le groupe Pereza. Ensuite, il a entamé une carrière solo.

## Discographie

### Albums avec Pereza
- 2001 : Pereza
- 2002 : Algo para cantar
- 2003 : Algo para encantar
- 2004 : Algo para cantar (edición especial)
- 2005 : Animales''
- 2005 : Princesas
- 2006 : Los amigos de los animales
- 2006 : Barcelona
- 2007 : Aproximaciones''
- 2009 : Baires
- 2009 : Aviones
- 2010: 10 años.

### Albums en solo
- 2012 : Diciembre
- 2014 : Pólvora
- 2016 : Monstruos
- 2019 : Nuclear

### Singles
- 2012 : Nunca nadie
- 2012 : Eme
- 2014 : Afuera en la ciudad
- 2014 : Terriblemente cruel
- 2015 : Sixteen
- 2016 : Sincericidio
- 2017 : La llamada
- 2018 : No te preocupes por mí
- 2019 : Nuclear
- 2019 : Lobos
- 2019 : En el espacio

### Clips
- 2018 : No te preocupes por mí[1]